# Anodonthyla hutchisoni
Anodonthyla hutchisoni Fenolio, Walvoord, Stout, Randrianirina & Andreone, 2007 è una rana della famiglia Microhylidae, endemica del Madagascar.

## Distribuzione e habitat
È una specie endemica del Madagascar, attualmente nota solo per la costa occidentale della penisola di Masoala, tra 10 e 780 m  di altitudine.

## Conservazione
La IUCN Red List classifica A. hutchisoni come specie in pericolo di estinzione (Endangered).